# Tipula nitidicollis
Tipula nitidicollis är en tvåvingeart som beskrevs av Gabriel Strobl 1909. Tipula nitidicollis ingår i släktet Tipula och familjen storharkrankar.
Artens utbredningsområde är Spanien. Inga underarter finns listade i Catalogue of Life.